# ناحیه تنیرة
دائرة تنیرة (به عربی: دائرة تنیرة) یک سکونتگاه مسکونی در الجزایر است که در استان سیدی بلعباس واقع شده‌است.